# Ernest Van Nieuwenhove
Ernest Alphonse Isidore Raymond (Ernest) van Nieuwenhove (Sint-Jans-Molenbeek, 31 maart 1880 – Schaarbeek, 10 januari 1968) was een Belgisch pianist en componist.
Hij was zoon van muziekleraar Alphonse Désiré van Nieuwenhove en Catherine Marie Celestine Gossieaux. Getuigen bij zijn geboorteaangifte waren Isidoor Teirlinck en Reimond Stijns. Grootvader was musicus in het orkest van de Koninklijke Muntschouwburg.
Hij kreeg zijn eerste opleiding van zijn vader, die leraar notenleer was aan de muziekschool van Anderlecht. Daarna volgden nog pianolessen bij Joost De Mol en José Sevenants. Hij zat diverse keren op podia onder andere met Arthur Wilford en bij kamermuziek.
Als componist begon hij al op vroege leeftijd. Tijdens zijn opleiding aan het atheneum schreef hij al zijn eerste werken, voornamelijk kinderwerken op tekst van zijn neef Herman Teirlinck, zoon van Isidoor Teirlinck en Oda ven Nieuwenhove. Hij ontwikkelde zichzelf op compositiegebied al kreeg hij hier en daar steun van Paul Gilson die hem hielp bij orkestratie van werken. Die composities lieten in verloop van tijd een verandering van stijl horen. In eerste instantie stond hij onder de invloed van de muziek van César Franck, later wendde hij zich tot het impressionisme. Ze worden gekenmerkt door licht timbres en een moderne ritmiek. De nadruk op het compositievlak lag bij de liederen met melodische lijnen en hier en daar chromatiek. Voor lichtere werken (salonmuziek) creëerde hij het pseudoniem Ernest d'Agrèves.
Een aantal werken:
Zangspelen
- Harten Troef, zangspel met opnieuw libretto van Herman Teirlinck, het kende in 1909 enkele uitvoeringen door de Koninklijke Vlaamse Opera van Antwerpen
- Koen
- Merlin et Viviane
- Aphrodite

Groot orkest
- Tweede nocturno
- Rozelane
- Pegasus
- Venetiaanse dyptiek
- Pastorale
- Symfonisch scherzo
- Lentemorgen

Klein orkest
- Eerste nocturno
- Woudlicht
- Fantasie op Oudvlaamse liederen
- Rag-time

Kamermuziek
- Strijkkwartet in F
- Pianokwartet
- Kwintet voor piano en strijkkwartet
- Blaaskwintet
- Kwintet voor fluit, harp, viool, altviool en cello
- Sextet voor piano en blaasinstrumenten etc

Diverse werken kregen muziekprijzen, Ouverture (1905: Société Royale de la Grande harmonie), Vaderlandse liederen (1905: Belgische regering) en ook de provincie Brabant en Cercle Artistique de Bruxelles gaven hem prijzen. De prijs Kamiel Lefèvre kreeg hij in 1952 voor zijn Toccata voor beiaard, dat vastgelegd is door Piet Van den Broeck.